# 帚尾擬蓑鮋
帚尾擬蓑鮋，為輻鰭魚綱鮋形目鮋亞目鮋科的其中一種，為熱帶海水魚，分布於西印度洋印度西部海域，棲息在底中層水域，生活習性不明。